# Chrysotrichia hatnagola
Chrysotrichia hatnagola är en nattsländeart som beskrevs av Schmid 1958. Chrysotrichia hatnagola ingår i släktet Chrysotrichia och familjen smånattsländor. Inga underarter finns listade i Catalogue of Life.